# Arturo Berutti
Arturo Berutti (San Juan de la Frontera, 27 de març, 1862 - Buenos Aires, 3 de gener, 1938) fou un compositor argentí.
Músic argentí, descendent de l'il·lustre pròcer de la independència argentina Antonio Luis Beruttii germà del també músic i compositor Pablo M. El 1880 cursà a la universitat de Buenos Aires dos anys de Dret; malgrat tot, aviat feu conèixer a la capital argentina les seves excel·lents aptituds de compositor, i el Govern Nacional, reconeixent-les –el subvencionà, perquè fos a estudiar a Europa--.
El maig de 1884 ingressà en el Reial Conservatori de Música de Leipzig, i després de finalitzar honrosament els estudis passà a París (1889). El 1890 s'establí a Milà, on estrenà les dues primeres òperes Vendetta i Evangelina, l'última, amb gran èxit tant a Milà com a Bolonya. Tarass Bulba, s'ha tercera òpera, s'executà per primera vegada en el Teatre Regio de Torí, i les subsegüents: Pampa, Yupanki, Khrysé i Horrida Vox a Buenos Aires.
Khrysé és considerada unànimement com la seva millor obra. A principis de segle XX acabà l'òpera Los héroes, escrita per encàrrec del govern argentí per ser representada duran les festes del Centenari de la Independència d'aquest país el 1910. A més és autor d'una Simfonia, diverses Suites i sis Obertures per a gran orquestra: algunes sonates per a piano i violí i una gran quantitat de peces soltes per a cant i diversos instruments.
En justícia és, l'iniciador del teatre líric nacional a l'Argentina, amb la seva òpera Pampa, que fou fortament aplaudida i molt discutida. Contribuí a la fundació de les escoles de cant coral i ball del Teatro Colón (Buenos Aires), i va pertànyer a diverses Societats musicals i d'altra índole, tant nacionals com estrangeres.
A la llista de les seves composicions s'hi ha d'afegir l'òpera Facundo i, una comèdia lírica en dos actes; una sèrie de melodies vocals amb acompanyament de piano sobre textos en diferents idiomes; dues sèries de Semblanzas; dues suites per a piano, i una col·lecció de danses americanes. Se'l hi deu, a més: la traducció espanyola del tractat d'Harmonia de Salomon Jadassohn.